# كاندي ديفيس
كاندي ديفيس (بالإنجليزية: Candy Davis)‏ هي عارضة وممثلة بريطانية، ولدت في 2 يناير 1962 في لندن في المملكة المتحدة.

## وصلات خارجية
- كاندي ديفيس على موقع IMDb (الإنجليزية)
- كاندي ديفيس على موقع قاعدة بيانات الفيلم (الإنجليزية)